# Christiane Kuhl

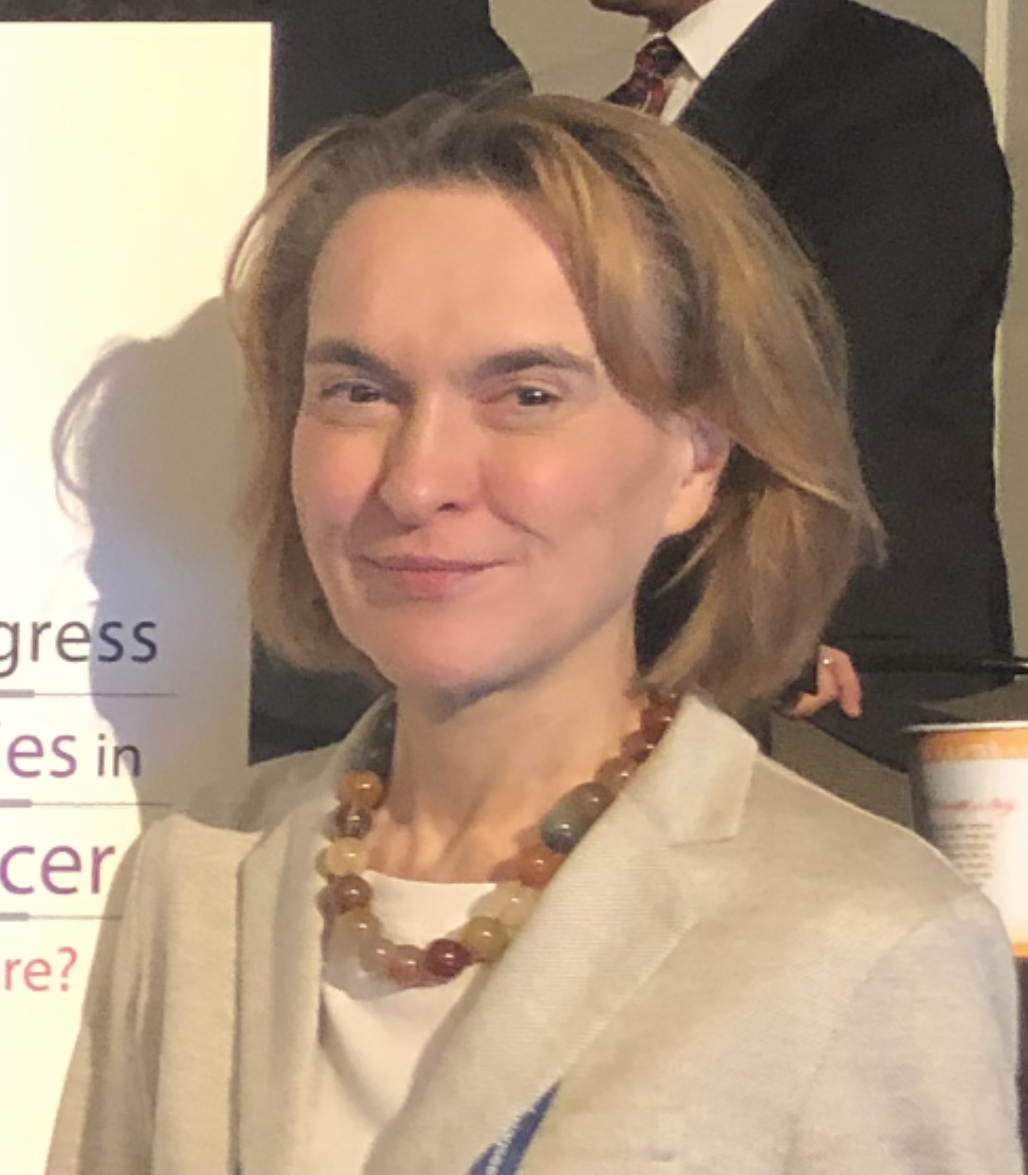
Christiane Kuhl (2019)

Christiane Katharina Kuhl (* 28. April 1966 in Bonn) ist eine deutsche Ärztin und Hochschullehrerin. Sie ist Universitätsprofessorin an der RWTH Aachen, wo sie den Lehrstuhl für Diagnostische und Interventionelle Radiologie hält und die gleichnamige Klinik des Universitätsklinikums Aachen als Direktorin leitet. Der wissenschaftliche Schwerpunkt von Kuhl liegt auf der bildgesteuerten Therapie von Tumorerkrankungen sowie der Brustkrebsdiagnostik. Kuhl ist seit Mai 2025 Präsidentin der Deutschen Röntgengesellschaft (der Fachgesellschaft für Medizinische Bildgebung und Bildgeführte Therapie) sowie President Elect der European Society of Breast Imaging.

## Werdegang
Kuhl studierte Medizin an der Rheinischen Friedrich-Wilhelms-Universität Bonn, wo sie im Dezember 1991 das Staatsexamen ablegte. Nach mehrjähriger wissenschaftlicher Arbeit an der Sektion MRT der Radiologischen Klinik der Universität Bonn promovierte sie 1994 mit „summa cum laude“ auf dem Gebiet der 31P-MR-Spektroskopie von neuromuskulären Erkrankungen.
Die Weiterbildung zum Facharzt absolvierte Kuhl zwischen 1992 und 1998 an der Bonner Universitätsklinik für Radiologie, unterbrochen von 1994 bis 1995 durch eine klinische Weiterbildung an der Klinik für Neurochirurgie. Die Anerkennung der Weiterbildung zum Radiologen erhielt sie 1999.
Nach Habilitation und Erteilung der Venia legendi im Jahr 1999 und einer Weiterbildung in allgemeiner und spezieller Neuroradiologie mit dem Erwerb der Zusatzbezeichnung Neuroradiologie wurde sie zur Oberärztin der Radiologischen Klinik der Universität Bonn und 2004 zur Leitenden Oberärztin befördert. Zugleich erhielt sie 2004 auf eine Universitätsprofessur (C3) für Onkologische Diagnostik und minimal-invasive Tumortherapie an der Universität Bonn. Von 2008 bis 2010 fungierte Kuhl als Prorektorin für Öffentlichkeitsarbeit und Internationales im Rektorat Jürgen Fohrmann der Rheinischen Friedrich-Wilhelms-Universität Bonn.
Zwischenzeitlich erfolgte 2009 der Ruf auf den Lehrstuhl für Diagnostische und Interventionelle Radiologie an der RWTH Aachen, verbunden mit der Leitung der gleichnamigen Klinik, die Kuhl im März 2010 annahm. Seit dem 1. Mai 2010 ist sie Ordinaria für Radiologie an der RWTH Aachen.
Im gleichen Jahr erfolgte eine Anerkennung zum Ausbilder für das Gebiet der Interventionellen Radiologie gemäß der Deutschen Gesellschaft für Interventionelle Radiologie (DeGIR), Module A–D, sowie Erteilung der Weiterbildungsbefugnis für das Gesamtgebiet der Radiologie.
Ausdruck der internationalen Anerkennung ihrer wissenschaftlichen Tätigkeit ist eine Vielzahl hochkarätiger Auszeichnungen und Preise, die ihr zuerkannt wurden, sowie ihre Aufnahme in die Deutsche Akademie der Naturforscher LEOPOLDINA wie auch in die Europäische Akademie der Wissenschaften, Academia Europaea.
Kuhl engagiert sich neben ihrer klinischen und wissenschaftlichen Tätigkeit in akademischen Gremien und Fachgesellschaften. Im Jahr 2023 wurde sie zur künftigen Präsidentin der Deutschen Röntgengesellschaft (DRG) gewählt und hat dieses Amt seit 2025 inne. Sie ist damit die erste Frau an der Spitze dieser Fachgesellschaft, die seit über 120 Jahren besteht.
Die European Society of Breast Imaging EUSOBI hat Kuhl 2024 zur künftigen Präsidentin (President Elect) gewählt.

## Wissenschaftliche Tätigkeit
Kuhl ist Autorin wissenschaftlicher Veröffentlichungen, die sich weit überwiegend mit der Diagnostik und Behandlung von Tumorerkrankungen befassen. Hier hat sie grundlegende, viel zitierte Arbeiten verfasst, die insbesondere die Diagnostik und Früherkennung des Mammakarzinoms nachhaltig geprägt haben. Sie gehört zu den international einflussreichen und häufig zitierten Radiologen (h‑Index: 85, i10‑Index: 299, Gesamtzahl Zitationen: 35.906; kumulativer Impact Factor: 3159,9).
Kuhl war und ist Initiatorin und Leiterin einer Vielzahl nationaler und internationaler Klinischer Studien (Auswahl):
- ABBREMAS: Abbreviated Breast MRI for Breast Cancer Screening („Fokussierte Brust-MRT zur Risiko-Adaptierten Früherkennung des Mammakarzinoms: Eine Prospektive Randomisierte Klinische Studie“) im Rahmen des BMBF-Calls „Praxisverändernde klinische Studien zur Prävention, Diagnose und Therapie von Krebserkrankungen“ (Konzeptentwicklungsphase, geplanter Durchführungszeitraum 2020–2021, Konsortialleiterin)[5]
- Abbreviated MRI vs. Digital Breast Tomosynthesis in women with dense breast (Prospektive Multicenterstudie zum Vergleich der diagnostischen Genauigkeit einer abgekürzten MRT-Untersuchung [AB-MRT] im Vergleich zu der der herkömmlichen Tomosynthese-Untersuchung der Brust bei asymptomatischen Frauen mit dichtem Drüsengewebe. Gefördert durch ECOG/ACRIN [EA1141]. 1500 Studienteilnehmerinnen, 48 Prüfzentren, Ko-Konsortialleiterin, 2017–2019)[6]
- HYPMED; Digital Hybrid Breast PET/MRI for Enhanced Diagnosis of Breast Cancer (Europäisches Projekt für die Entwicklung eines MRT/PET-Hybridsystems für die Verbesserung der Diagnose von und der Therapiekontrolle bei Brustkrebs. EU Horizon2020 Projekt 667211, Wissenschaftliche Konsortialleiterin, 2015–2019)[7]
- Photon Counting Breast CT study (BMBF 13GW0068C und DFG Ku 2136/4-1, Konsortialleiterin, 2015–2017)
- Contralateral Breast Cancer Screening with MRI (Prospektive Multicenterstudie zur Prävalenz von nur in der MRT auffindbaren [d. h. mammographisch und klinisch okkulten] Karzinomen in der kontralateralen Brust bei Frauen mit diagnostiziertem Brustkrebs in einer Brust. 1007 Studienteilnehmerinnen, 22 Prüfzentren, Förderung durch das American College of Radiology Imaging Network [ACRIN 6667], Prüfzentrumsleiterin, 2003–2007)[8]
- EVA – Evaluation der multi-modalen Früherkennung des familiären Mammakarzinoms (Prospektive Multicenterstudie zum Vergleich des diagnostischen Nutzens der MRT, Mammographie und Ultraschall bei Frauen mit erhöhtem Brustkrebsrisiko. 687 Studienteilnehmerinnen, 4 Prüfzentren, Förderung durch die Deutsche Krebshilfe [DKH 70-2944-Ku3], Konsortialleiterin, 2002–2007)[9][10][11]
- Entwicklung und Evaluierung der Magnet-Resonanz-Elastographie der Brust (Interdisziplinäres Konsortium des BMBF [01EZ0032], Konsortialleiterin, 2000–2005)
- Gadomer17 for breast MR imaging (Prospektive Multicenterstudie, Konsortialleiterin, 2000–2004)
- International Breast MRI Consortium (Multicenter-Studie des National Institutes of Health/National Cancer Institute zum Nutzen der MRT bei der präoperativen Ermittlung zusätzlicher Karzinome bei Frauen mit bestätigtem Brustkrebs. 821 Studienteilnehmerinnen, 14 Prüfzentren, Prüfzentrumsleiterin, 1998–2002)[12]

## Auszeichnungen und Preise
- 2025: Aufnahme in die Europäische Akademie der Wissenschaften Academia Europaea[13]
- 2024: Honorary Member, Radiological Society of China
- 2024: Honored Educator, Radiological Society of North America (RSNA)[14]
- 2020: Most Influential Radiology Researcher[15]
- 2019: Aufnahme in die Deutsche Akademie der Naturforscher Leopoldina[16]
- 2019: Outstanding Teacher Award, ISMRM
- 2019: Honorary Member, Sociedad Iberoamericana de Imagen Mamaria (SIBIM, Iberoamerikanische Gesellschaft für Mammadiagnostik)
- 2018: Impact Award of the National Consortium of Breast Centers (NCoBC), USA[17]
- 2018: Gold Medal der European Society of Breast Imaging[18]
- 2016: Vortragspreis der  Rheinisch-Westfälischen Röntgengesellschaft (RWRG) für ärztliche Fortbildung
- 2015: Gold Medal der International Society of Magnetic Resonance in Medicine (ISMRM)[19]
- 2015: Ernennung zum RWTH Fellow[20]
- 2014: Ernennung zum Fellow der International Society of Magnetic Resonance in Medicine (ISMRM)[21]
- 2008: Wachsmann-Preis der Deutschen Röntgengesellschaft[22]
- 2007: Outstanding Teacher Award der ISMRM
- 2006: Honorary Fellow, Breast Imaging Section, Royal College of Radiologists, UK
- 2006: European Magnetic Resonance Award[23]
- 2006: Honorary Fellow, Breast Imaging Section, Royal College of Radiologists, UK
- 2004: ACRIN (American College of Radiology Imaging Network) Award[24]
- 2003: Holthusen-Ring (heute: Marie-Curie-Ring) der Deutschen Röntgengesellschaft (DRG)[25]
- 2000: Innovationspreis des BMBF für das Projekt MR-Elastographie[26][27]
- 1999: Highlight-Preis der Deutschen Röntgengesellschaft

## Mitarbeit in Kommissionen, Ausschüssen, Konsensustreffen
- Annual Meeting Scientific Program Committee, RSNA (Radiological Society of North America)
- Working Group on Breast MRI des United States Health Service’s Office on Women’s Health, American College of Radiology, Commission on Standards and Accreditation
- BI-RADS-Committee des American College of Radiology
- Medizin-Ausschuss der Strahlenschutzkommission des Deutschen Bundestags
- Board of Trustees der International Society for Magnetic Resonance in Medicine
- Scientific Advisory Board des Deutschen Mammographie-Screening-Programms
- Breast Committee des American College of Radiology Imaging Network (ACRIN)
- Sachverständigenrat „Mammazone e. V.“ (Selbsthilfegruppe „Frauen und Forschung gegen Brustkrebs“)
- Working Group on Prostate MRI (Konsortium zur Entwicklung von PI-RADS)
- European Science Foundation – Committee for the European Medical Research Councils
- DKG International Consensus Meeting on „Breast Cancer in Pregnancy“, Berlin
- International St. Gallen Consensus Conference on Primary Therapy of Early Breast Cancer
- EUSOMA Consensus Conference on the Management of LCIS
- Breast Cancer Linkage Consortium

## Mitgliedschaft in Fachgesellschaften
- Deutsche Röntgengesellschaft (DRG)
- Radiological Society of North America (RSNA)
- American College of Radiology (ACR)
- International Society of Magnetic Resonance in Medicine (ISMRM)
- Society of Interventional Radiology (SIR)
- Society of Cardiovascular and Interventional Radiology (CIRSE)
- Deutsche Gesellschaft für Interventionelle Radiologie (DeGIR)
- Deutsche Gesellschaft für Senologie
- European Society of Breast Imaging (EUSOBI)
- Society of Breast Imaging (SBI)
- ASCO (American Society of Clinical Oncology)